# Glyphopsyche missouri
Glyphopsyche missouri là một loài Trichoptera trong họ Limnephilidae. Chúng phân bố ở miền Tân bắc.